# Атамановка (Россошанский район)
Атамановка — хутор в Россошанском районе Воронежской области.
Входит в состав  Криничанского сельского поселения.

## География
На хуторе имеется одна улица — Первомайская.

## Население
| 1859 | 2010 |
| ---- | ---- |
| 362  | ↘53  |

В 2000 году население хутора составляло 60 человек, в 2005 году — 44 человека.